# ماسارو کونوما
ماسارو کونوما (به ژاپنی: 小沼勝، Masaru Konuma) (زادهٔ ۳۰ دسامبر ۱۹۳۷) کارگردان اهل ژاپن است که برای کارگردانی فیلم ناگیسا (۲۰۰۰) برندهٔ جایزهٔ ویژه از جشنواره فیلم یوکوهاما و جشنواره بین‌المللی فیلم برلین شده‌است.